# Thabiso Paul Moqhali
Thabiso Paul Moqhali (* 7. Dezember 1967) ist ein ehemaliger lesothischer Marathonläufer.
Er begann seine Karriere als Mittelstreckenläufer. Bei den Commonwealth Games 1986 in Edinburgh schied er über 1500 m im Vorlauf aus und kam über 5000 m auf den 14. Platz. 1987 schied er bei den Leichtathletik-Weltmeisterschaften in Rom über 5000 m im Vorlauf aus.
Nachdem er von einem südafrikanischen Bergbauunternehmen für dessen Laufclub rekrutiert worden war, zog er nach Welkom in der damaligen Provinz Oranje-Freistaat und wechselte auf die 42,195-km-Distanz. 1990 wurde er Zehnter bei den Commonwealth Games in Auckland in 2:17:33 h und Dritter bei den Südafrikanischen Marathonmeisterschaften in 2:12:37 h. Im Jahr darauf verbesserte er sich als Vierter der Südafrikanischen Meisterschaften auf 2:12:14 h.
1992 wurde er mit seiner persönlichen Bestzeit von 2:10:55 h Siebter beim London-Marathon. Bei den Olympischen Spielen in Barcelona kam er auf Rang 33, beim Berlin-Marathon wurde er Fünfter.
1995 wurde er Zehnter beim Boston-Marathon und Achter beim New-York-City-Marathon, 1997 wurde er Südafrikanischer Marathonmeister, kam bei den Crosslauf-Weltmeisterschaften in Turin auf Rang 200 und wurde Dritter beim Honolulu-Marathon.
Im Jahr darauf wurde er jeweils Dritter bei den Südafrikanischen Meisterschaften und beim Belgrad-Marathon. Bei den Commonwealth Games 1998 in Kuala Lumpur trotzte er der schwülen Hitze und siegte in 2:19:15 h. Es war die erste und bislang einzige Goldmedaille für Lesotho bei den Commonwealth Games, und Moqhali nahm daraufhin ein Angebot seiner Regierung an, heimzukehren und für das Sportministerium den Laufsport unter der Jugend zu fördern.
1999 qualifizierte er sich mit einem zehnten Platz beim Chicago-Marathon in 2:12:20 h erneut für die Olympischen Spiele. 2000 folgte einem Sieg in Belgrad ein 16. Platz beim olympischen Marathon in Sydney. Bei den Halbmarathon-Weltmeisterschaften in Veracruz kam er auf den 54. Platz.
2001 wurde er Fünfter bei den Südafrikanischen Meisterschaften und lief bei den Leichtathletik-Weltmeisterschaften in Edmonton auf dem 30. Platz ein.